# Bahai-leringen
De bahai-leringen bestaan uit theologische, sociale en geestelijke leringen in het bahai-geloof, zoals uiteengezet door zijn stichters.

## Centrale leringen

### Eén God
Centraal in de bahai-leringen staat voor alles de eenheid en het eenzijn van een alles te boven gaande en alomtegenwoordige God. Alle beelden, denkbeelden of beschrijvingen die wij van hem kunnen hebben, worden begrensd door ons eigen beperkte verstand en begripsvermogen, die zelf door God geschapen zijn. Wij kunnen hem ervaren als een persoonlijke God, hem beschouwen als een onkenbare abstractie, als de natuur, of als een vaderfiguur, dat heeft allemaal een mate van waarheid, maar ons beperkte verstand kan hem niet omvatten.
In de bahai-geschriften wordt veelal naar hem verwezen met behulp van zijn eigenschappen die in onszelf kenbaar kunnen worden omdat wij naar zijn evenbeeld geschapen zijn. Zo is hij de liefderijke, de genezende, de rechtvaardige, de krachtige, de almachtige, de soevereine heerser, de barmhartige, de alziende en de alwetende.
Hij kan alleen gekend worden door middel van zijn manifestaties, die als zuivere spiegels zijn. Dit waren bijvoorbeeld Abraham, Mozes, Boeddha, Zoroaster, Jezus, Mohammed, de Báb en Bahá'u'lláh.
Ieder tijdperk kent zijn eigen boodschapper. In essentie zijn zij gelijk aan elkaar. Zij verschillen alleen in de mate waarin zij het goddelijke licht weerspiegelen, wat meer te maken heeft met ons bevattingsvermogen en het stadium van onze ontwikkeling, dan met henzelf. Zij bevestigen altijd de boodschap van degene die voor hen was gekomen, ontdoen de religie van God van alle bijgeloof en culturele gebruiken die zich er in de loop van de tijd omheen hebben gevormd, bevestigen de kern van de zaak waar het om gaat, en geven sociale leringen die passen bij de tijd waarin zij leven en bij het ontwikkelingsstadium van die maatschappij.
Behalve door deze zuivere spiegels is God tot op zekere hoogte te kennen door het werk zijner handen, zijn schepping, zoals ieder schilderij ons iets over de schilder kan vertellen.

### Eén religie
Het bahai-begrip van de eenheid van religie betekent dat bahai-gelovigen de waarheid en de oorsprong van alle grote religieuze systemen erkennen en de stichters beschouwen als manifestaties van God, net als Bahá’u’lláh. Alle grote religies zijn afkomstig van een en dezelfde God. Religie is de uitdrukking van de band van de mens met zijn god. Religie is niet statisch, maar dynamisch en ontwikkelt zich door de eeuwen heen. Het krijgt met de verschijning van iedere nieuwe manifestatie van God een nieuwe impuls en zijn betekenis en boodschap worden dan vernieuwd. Zo is ook religieuze waarheid in het bahai-geloof niet absoluut maar relatief en afhankelijk van de tijd waarin ze is geopenbaard en van onze ontwikkeling en ons begrip.
Volgens de bahai-leer heeft de religie van God de mensheid door de verschillende stadia van zijn ontwikkeling heengeleid, hebben wij de stadia van onze baby-, kleuter-, en kindertijd doorlopen, en staan wij nu aan de vooravond van onze volwassenheid, waarin we voor de taak staan om als één mensheid onze planeet te gaan bewonen en beheren. Voor bahai-gelovigen is Gods religie één. Eén in het verleden en één in de toekomst, en er zullen binnen deze eeuwige religie van God nog vele goddelijke manifestaties volgen om mensen op hun weg te begeleiden, manifestaties zoals Mozes, Boeddha, Jezus en Mohammed in het verleden. De gelovigen verwachten de eerstvolgende niet binnen duizend jaar na de openbaring van Bahá’u’lláh. Daarnaast bevestigt het bahai-geloof wat ook in vroegere openbaringen is beloofd, dat de religie van God nooit verloren gaat en dat zij eeuwig zal blijven bestaan.
Dit alles betekent dat voor bahai-gelovigen de overeenkomsten tussen de verschillende religieuze systemen belangrijker zijn dan de verschillen, en de kern van de oorspronkelijke boodschap belangrijker dan cultuur of de maatschappij die daaruit is ontstaan. Tot deze kern behoort bijvoorbeeld naastenliefde, rechtvaardigheid, ons ontdoen van vooroordelen en bijgeloof, en het ontwikkelen van ons verantwoordelijkheidsgevoel om uit liefde tot God datgene te doen wat wij denken dat juist is.
Op het persoonlijk vlak wordt religie in de bahai-geschriften ook wel omschreven als het mystieke gevoel in het menselijk hart dat zijn schepper kent en liefheeft en hier een relatie mee aangaat.

### Eén mensheid
Alle mensen zijn door God geschapen. De mens vormt de kroon op de schepping. Deze met rede begiftigde ziel is de enige in de hele schepping die het unieke vermogen heeft gekregen om zich van zijn God bewust te worden, deze lief te hebben en er een relatie mee aan te gaan.
In zulke en soortgelijke bewoordingen wordt er bij herhaling in de bahai-geschriften over de mens gesproken. Alleen de mens heeft het vermogen om te kiezen, te onderzoeken, zijn schepper te erkennen, zich geestelijk en maatschappelijk steeds verder te ontwikkelen, en zo aan “een immer voortschrijdende beschaving” bij te dragen en als ziel te groeien en “God te naderen”.
Het leven begint volgens de bahai-leer bij de conceptie, en zal eeuwig voortduren. Dit stoffelijk bestaan vormt slechts een van de “werelden van God”, wier aantal onbekend en oneindig is. Alleen de eerste stadia van ons bestaan zijn gekoppeld aan dit stoffelijk leven, wat ons unieke mogelijkheden geeft om de fundamenten te leggen voor ons verdere bestaan, net zoals het leven in de moederschoot de foetus unieke mogelijkheden biedt om zijn lichaam in essentie te ontwikkelen. Na onze lichamelijke dood zijn we ons volledig van onszelf en van elkaar bewust en ontwikkelen wij ons verder door de werelden van God, maar de basis hiervoor wordt gelegd in dit aardse bestaan en keuzes die we hier maken, zijn bepalend voor ons verdere bestaan.

## Sociale en maatschappelijke beginselen
Naast bovenstaande "drie eenheden" bevatten de bahai-geschriften tal van maatschappelijke leringen die wel worden samengevat in lijstjes van tien of twaalf belangrijkste beginselen. Er bestaan verschillende lijsten en onderstaande is dan ook niet definitief of uitputtend. Ze is slechts bedoeld als algemene oriëntatie.

#### Onafhankelijk onderzoek naar de waarheid
Ieder mens moet zelf nadenken en mediteren over wat hij wel en niet gelooft. Het bahai-geloof kent bijvoorbeeld geen geestelijkheid of voorgangers om een bepaalde interpretatie uit te dragen. Er bestaan ook geen scholen of verenigingen van gelijkgestemden die een bepaalde richting of interpretatie voorstaan. Wel organiseren gelovigen gespreksgroepen, studiegroepen, scholen en cursussen waar zij en hun vrienden nader op een onderwerp kunnen ingaan, al dan niet met de hulp van een expert. Ook in het bestuursstelsel bestaat ditzelfde principe van zelfstandig onderzoek. Zo bestaat er voor verkiezingen geen kandidaatstelling, geen nominatie, geen campagne. Zelfs iedere zinspeling op personen om anderen te beïnvloeden is verboden. Ieder moet "vroom en devoot en na meditatie en overpeinzing trouwe, zuivere, ervaren, bekwame en bevoegde personen kiezen, die een raadslidmaatschap waardig zijn."

#### Gelijkwaardigheid van man en vrouw
Vrouw en man worden in het bahai-geloof vergeleken met de twee vleugels van een vogel. De vogel heeft beide vleugels even hard nodig om te kunnen vliegen, en geen van beide kan zich volledig ontwikkelen, zolang de ander in zijn of haar ontwikkeling achterblijft. Jongens en meisjes moeten ook dezelfde basiseducatie krijgen en dezelfde kansen om verder te leren.

#### Het hand-in-handgaan van wetenschap en religie
Volgens de bahai-leer is er geen tegenspraak tussen ware religie en wetenschap en zijn beide even hard nodig voor de ontwikkeling van het verstand en van de ziel. Zonder wetenschap met alleen religie komt men terecht in "de poel van bijgeloof", terwijl men met alleen maar wetenschap "in het troosteloze moeras van materialisme zou wegzinken." Zie ook hierna onder Liefde en kennis

#### Universele verplichte basisopvoeding
Dit houdt in dat ieder kind op de wereld de beginselen van religie moet leren, moet leren lezen en schrijven en een vak of beroep moet leren, zodat hij of zij zichzelf en zijn verwanten kan onderhouden. Onder de beginselen van religie wordt in de eerste plaats die leringen verstaan die in iedere religie hetzelfde zijn, zoals naastenliefde, respect, het aankweken van geestelijke en morele karaktereigenschappen, en dit dient op zulk een wijze te gebeuren dat het niet dogmatisch of fanatiek wordt. Het kind moet ook iets leren over de verschillende religieuze of spirituele systemen die in de wereld bestaan. Lezen en schrijven zijn een eerste vereiste om te leren zelfstandig de waarheid te onderzoeken; het bahai-geloof kent geen voorgangers of andere morele leiders. Indien in een gezin niet de middelen aanwezig zijn om alle kinderen naar school te laten gaan, dan hebben de meisjes voorrang boven de jongens, omdat dit de snelste manier is om scholing te verspreiden. Zie ook voorbeelden van initiatieven in Canada en Ethiopië.

#### De noodzaak van een universele hulptaal
De noodzaak van een universele hulptaal naast de moedertaal.

#### Het uitbannen van de extremen van rijkdom en armoede
Het bahai-geloof biedt geen kant-en-klaar economisch model aan, maar er zijn wel een aantal beginselen die ons economisch handelen en daarmee de maatschappij ingrijpend zullen wijzigen. Beoefenaars van het bahai geloven dat het karakter van de mens wel degelijk kan veranderen door de invloed van goddelijke openbaring, geloof, gebed en meditatie, en opvoeding van de volgende generatie. De economie zal dus veranderen naarmate de mens erin slaagt om geestelijke principes in zijn dagelijks leven toe te passen en initiatieven neemt die met die principes in overeenstemming zijn.

#### Gehoorzaamheid aan de regering van het land waar men verblijft
Gehoorzaamheid aan de regering van het land waar men verblijft en niet betrokken raken in partijpolitiek. In een bepaalde context is er ook wel gesproken over de vier werkterreinen mensenrechten, de positie van de vrouw, ethische ontwikkeling, en mondiale welvaart. Het niet naleven van het verbod op lidmaatschap of activisme van een politieke partij, groep of vakbond kan leiden tot het verlies van de rechten van de volgeling in zijn plaatselijke bahá'í-vergadering  . 

## Geestelijke leringen
De bahai-geschriften bevatten onder andere teksten, verhandelingen en uitspraken over de volgende onderwerpen:

### Hemel en hel
In de bahai-geschriften wordt niet veel geschreven over hemel en hel, maar meer over de ziel, de ontwikkeling van de ziel en de inspanning die we ons moeten getroosten om geestelijke eigenschappen te verwerven. Hemel en hel worden beschreven als een toestand van de ziel, niet beperkt tot het leven na onze lichamelijke dood, maar net zo goed ons leven hier. Als we de juiste keuzes maken, rechtvaardig handelen, de dingen die we ontdekt hebben en waar we ons van bewust zijn niet verloochenen en een relatie aangaan met de manifestatie van God voor dit tijdperk, dan zijn we in staat om oprecht gelukkig te zijn, dan ontwikkelt onze ziel zich het best, en dat is hemel. De volgende twee citaten lichten dit toe:
“En nu wat betreft uw vraag over de ziel van de mens en zijn voortbestaan na de dood. Weet waarlijk dat de ziel na gescheiden te zijn van het lichaam zich verder ontwikkelt tot zij de nabijheid van God bereikt, in een staat en toestand die noch het verloop van jaren en eeuwen noch de veranderingen en wisselvalligheden van deze wereld kunnen wijzigen. De ziel zal voortbestaan zolang als het Koninkrijk van God, Zijn soevereiniteit, Zijn heerschappij en macht duren. Zij zal de tekenen en eigenschappen van God manifesteren en Zijn goedertierenheid en milddadigheid openbaren. […] Gezegend de ziel die op het uur van scheiding van het lichaam bevrijd is van de ijdele verbeeldingen der wereldse mensen. Zulk een ziel beweegt en leeft naar de Wil van haar Schepper en gaat het allerhoogste Paradijs binnen.” (Bahá’u’lláh)
“De zielen der ongelovigen zullen echter - en dit getuig Ik - wanneer zij hun laatste adem uitblazen, zich bewust worden van de goede dingen die hun zijn ontgaan en zij zullen hun toestand bejammeren en zich verootmoedigen voor God. Nadat hun ziel is gescheiden van het lichaam, zullen zij hiermee voortgaan.
Het is overduidelijk dat alle mensen na hun lichamelijke dood de waarde van hun daden zullen afwegen en alles wat zij teweeg hebben gebracht zullen beseffen.” (Bahá’u’lláh)
Op deze manier kan hemel worden beschouwd als een toestand van de ziel die ook wel wordt omschreven als het nabijzijn van God. Hel is de toestand van het verwijderd zijn van God. De toestand van de ziel is het directe gevolg van het handelen van een mens en de inspanningen die hij zich getroost. De sleutel tot geestelijke ontwikkeling is volgens het bahai-geloof vervat in de leringen van de manifestatie van God.

### De ziel
De ziel van de mens vormt volgens de leer van het bahai-geloof geen deel van het lichamelijk bestaan en is daar ook niet van afhankelijk. Ze is gedurende dit leven met het lichaam verbonden en is de bezielende kracht achter zijn bestaan. De rationele ziel is de essentie van de mens die voortleeft nadat het lichaam heeft opgehouden om te functioneren.
De ziel van de mens is volgens de bahai-leer een werkelijkheid die niet tot deze stoffelijke wereld behoort. Hierin stemt de leer overeen met andere religies. Dat de ziel geen stoffelijk bestaan kent, betekent dat deze buiten het domein van de wetenschap valt. Haar bestaan is niet met wetenschappelijke middelen aan te tonen, maar toont zich in de karakterkwaliteiten die we een mens toekennen, zoals liefde en mededogen, vertrouwen, moed en andere menselijke eigenschappen die niet zuiver verklaard kunnen worden door de mens te beschouwen als een dier of als een hoog ontwikkelde organische machine.
De ziel sterft niet, ze blijft eeuwig voortbestaan. Wanneer het lichaam sterft, wordt de ziel bevrijd van haar banden met het fysieke lichaam en alles wat daarbij hoort en begint ze haar groei door de geestelijke wereld. Volgens het bahai-begrip is de geestelijke wereld een wereld, vrij van tijd en plaats, die dit fysieke heelal omvat. Het heeft geen fysieke plek en is niet van hier verwijderd.
Het binnengaan van het volgende leven kan grote vreugde met zich meebrengen. Bahá’u’lláh vergelijkt de dood met geboorte wanneer hij zegt: “Het hiernamaals verschilt evenveel van deze wereld als deze wereld verschilt van die van het kind dat nog in de moederschoot is.”
De vergelijking met de moederschoot vat op verschillende manieren de bahai-kijk op dit aardse bestaan samen. Net zoals de baarmoeder van belang is voor de initiële lichamelijke ontwikkeling van een mens, is de stoffelijke wereld van belang voor ontwikkeling van de ziel van de mens. Zo gezien vormt dit leven een soort werkplaats waar men de kwaliteiten kan ontwikkelen die men in het volgende leven nodig heeft.

### Liefde en kennis
Een bekend bahai-gebed dat bestemd is voor dagelijks gebruik begint met de woorden "Ik getuig, o mijn god, dat gij mij hebt geschapen om u te kennen en te aanbidden."
Aanbidden is een ultieme vorm van gebed, maar aanbidden is ook innig liefhebben. Kennen en liefhebben zijn twee fundamentele en complementaire vermogens van de mens, in zekere zin te vergelijken met fenomenen als het mannelijke en het vrouwelijke, de linker- en de rechterhersenhelft, jin en yang, hard en zacht, wetenschap en religie, hoofd en hart, rechtvaardigheid en barmhartigheid.
Liefde en kennis zijn zijn veel voorkomende thema's in de bahai-geschriften, en de ontwikkeling van de bijbehorende vermogens in de mens wordt hoog aangeslagen. Zo functioneert de bahai-gemeenschap wereldwijd als een vriendenkring of een broederschap en is het een van de doelstellingen om te leren in liefde en eenheid met de hele mensheid om te gaan, als ware vrienden en kameraden.
Het was uit liefde dat god de mens schiep, en de hoogste vorm van gebed is pure aanbidding, waarmee de initiële liefde van god voor de mensen wordt beantwoord. Onderstaande verzen van Bahá’u’lláh geven dit weer:
- "O MENSENZOON! Verborgen in Mijn onheuglijk bestaan en in de aloude eeuwigheid van Mijn wezen wist Ik dat Ik u liefhad; daarom schiep Ik u, legde Mijn gelijkenis in u en openbaarde u Mijn schoonheid.

- "O MENSENZOON! Ik had uw schepping lief, daarom schiep Ik u. Heb Mij dus lief, dat Ik uw naam kan noemen en uw ziel kan vervullen met de geest des levens.

- "O ZOON VAN HET BESTAAN! Heb Mij lief, dat Ik u kan liefhebben. Indien gij Mij niet liefhebt, kan Mijn liefde u op generlei wijze bereiken. Weet dit, o dienaar.

- "O ZOON VAN HET BESTAAN! Uw paradijs is Mijn liefde, uw hemelse woning uw hereniging met Mij. Treed daar binnen en draal niet. Dit is hetgeen voor u is bestemd in Ons koninkrijk in den hoge en Ons verheven domein.

De Verborgen Woorden van Bahá'u'lláh, nrs 3-6 uit het Arabisch
Beschrijven bovenstaande verzen liefde als de spirituele reden van het bestaan, en de band die de mens met zijn schepper bindt, in onderstaand fragment wordt meer in detail ingegaan op de centrale rol die de liefde speelt in het leven hier en in het hiernamaals, in de relatie van de mens met zijn schepper, en bij de vestiging van beschaving in de wereld:
- "Weet voorzeker dat Liefde het geheim is van Gods heilige Beschikking, de manifestatie van de Albarmhartige, de bron van geestelijke uitstortingen. Liefde is ‘s hemels weldadige licht, de eeuwige ademtocht van de Heilige Geest die ‘s mensen ziel nieuw leven geeft. Liefde is de oorzaak van Gods openbaring aan de mens, de essentiële band die, in overeenstemming met Gods schepping, onafscheidelijk verbonden is met de realiteit der dingen. Liefde is het enige middel dat, zowel in deze als in de volgende wereld, de zekerheid geeft van ware gelukzaligheid. Liefde is het licht dat leidt in de duisternis, de levende schakel die God verbindt met de mens en die de vooruitgang van ieder verlicht mens verzekert. Liefde is de allergrootste wet die over deze machtige en hemelse cyclus heerst, de ongeëvenaarde kracht die de verschillende elementen van deze stoffelijke wereld samenbindt, de verheven magnetische kracht die de bewegingen der gebieden in de hemelse rijken bestuurt. Liefde onthult met nimmerfalende en onbeperkte kracht de mysteriën die verborgen liggen in het heelal. Liefde is de levensgeest voor het kostbare lichaam der mensheid, de vestiger van ware beschaving in deze vergankelijke wereld en de verspreider van onvergankelijke glorie onder ieder ras en iedere natie met een verheven doel."

Kennis wordt daarentegen beschreven als “een ware schat van de mens” en “een bron van heerlijkheid, milddadigheid, vreugde, vervoering, geluk en blijdschap”. Het is “een van de wondere gaven Gods” en “ieders plicht die te verwerven.”
- ” Kennis geeft vleugels aan 's mensen bestaan en is gelijk een ladder waarlangs men omhoogstijgt. Allen zijn verplicht kennis te vergaren, maar slechts van die wetenschappen die de mensen op aarde ten goede komen en niet van die wetenschappen, die beginnen met woorden en eindigen met woorden. De wetenschappers en de kunstenaars nemen een vooraanstaande plaats in onder de mensen.”

Bahá'u'lláh wijst de mensen ook op zaken die zij moeten weten, zoals hierboven in Verborgen woord nr 5 en in enkele van onderstaande voorbeelden:
- "O MENSENKINDEREN! Weet gij niet waarom Wij u allen hebben geschapen uit hetzelfde stof? Opdat geen mens zich boven de ander zou verheffen..."

De Verborgen Woorden van Bahá'u'lláh, nr 68 uit het Arabisch
- "Dompelt u in de oceaan van Mijn woorden, opdat gij de geheimen ervan moogt ontrafelen en alle parelen van wijsheid die in de diepten daarvan verborgen liggen, moogt ontdekken.

Wanneer het gaat om goddelijke of morele kennis, wordt vaak aangeraden om zaken “in het hart” te overwegen.
- "O ZOON VAN GEEST! Het meest geliefde in Mijn ogen is rechtvaardigheid. Keer u niet van haar af indien gij Mij begeert, en veronachtzaam haar niet, zodat Ik u Mijn vertrouwen kan schenken. Met haar hulp zult gij met uw eigen ogen zien en niet door de ogen van anderen, uit eigen kennis weten en niet door de kennis van uw naaste. Overweeg in uw hart hoe het u betaamt te zijn. Waarlijk, rechtvaardigheid is Mijn gave aan u en het teken van Mijn goedertierenheid. Houd dit voor ogen. "

Hierbij is een verwijzing op haar plaats naar het hand in hand gaan van religie en wetenschap. De laatste bevredigt het verstand en biedt rationele zekerheid, terwijl kennis van de eerste leidt tot een diepe overtuiging die vrede brengt aan het hart.

### Het verbond
Het verbond dat Bah’u’lláh heeft gesloten met zijn volgelingen heeft betrekking op het bewaren van de eenheid binnen de bahai-gemeenschap. Het heeft ervoor gezorgd dat er hoegenaamd geen afsplitsingen zijn, omdat het de gelovigen altijd heeft voorzien van leiding. Eerst in de persoon van `Abdu'l-Bahá en daarna door middel van het bestuursstelsel met aan het hoofd eerst Shoghi Effendi, toen kort enkele aangewezen Handen van de Zaak en sinds de eerste verkiezing in 1963 het Universele Huis van Gerechtigheid.

### Primair
- Het Bahá'í Leven (compilatie).
- Bahá'u'lláh (1995). Verborgen Woorden. Stichting Bahá'í Literatuur, Den Haag. ISBN 9070765373.
- Bahá'u'lláh (1979). Bloemlezing uit de Geschriften van Bahá'u'lláh. Stichting Bahá'í Literatuur, Den Haag. ISBN 9070765101.
- Bahá'u'lláh (1976). De Kitáb-i-Íqán: Het Boek van Zekerheid. Stichting Bahá'í Literatuur, Den Haag. Geraadpleegd op 22 december 2015.
- Bahá'u'lláh (2009). Tafelen van Bahá’u’lláh geopenbaard na de Kitáb-i-Aqdas. Stichting Bahá'í Literatuur, Den Haag [1873-92]. ISBN 9789070765491.
- 'Abdu'l-Bahá (1984). Toespraken in Parijs. Stichting Bahá'í Literatuur, Den Haag [1912]. Geraadpleegd op 22 december 2015.
- 'Abdu'l-Bahá (1982). Beantwoorde Vragen. Stichting Bahá'í Literatuur, Den Haag [1904-06].
- (en)  'Abdu'l-Bahá (1978). Selections From the Writings of ‘Abdu’l-Bahá. Bahá'í Publishing Trust, Wilmette, Illinois, USA. ISBN 0853980810.
- (en)  Hyde Paine, Mabel (ed.) (2006). The Divine Art of Living, by The Báb, Bahá'u'lláh, and Abdu'l-Bahá. Bahá’í Publishing Wilmette, Illinois.

### Secundair
- Rezaei, A.A. Eenheid van de mensheid als opdracht: Educatie vanuit bahá'í-perspectief: Een bronnenonderzoek naar de bahá’í-visie op universele opvoeding en opleiding, 2013.
- (en) Smith, P. (1999). A Concise Encyclopedia of the Bahá'í Faith. Oneworld Publications, Oxford, UK. ISBN 1851681841.
- Taherzadeh, Adib (2013). De Ziel. Equinox, Nieuwegein. ISBN 9075525028.